# 秀丽锥
秀丽锥（学名：Castanopsis jucunda），又名台湾锥栗、台湾锥、台湾苦槠、东南栲，秀丽栲，为壳斗科苦槠属下的一个种。生于海拔1000米以下山坡疏或密林中，间有栽培，有时成小片纯林。